# Капхайм, Рамона
Рамона Капхайм (нем. Ramona Kapheim; род. 8 января 1958, Штрасбург, Мекленбург — Передняя Померания), в девичестве Янке (нем. Jahnke) — немецкая гребчиха, выступавшая за сборную ГДР по академической гребле в конце 1970-х годов. Чемпионка летних Олимпийских игр в Москве, обладательница серебряной медали чемпионата мира, победительница регат национального и международного значения. 

## Биография
Рамона Янке родилась 8 января 1958 года в городе Штрасбург, ГДР. Проходила подготовку в Лейпциге в спортивном клубе DHfK Leipzig под руководством тренера Герты Вайссиг.
Первого серьёзного успеха на взрослом международном уровне добилась в сезоне 1979 года, когда вошла в основной состав восточногерманской национальной сборной и побывала на чемпионате мира в Бледе, откуда привезла награду серебряного достоинства, выигранную в зачёте распашных рулевых восьмёрок — финале их команду обошёл только экипаж из СССР.
Благодаря череде удачных выступлений удостоилась права защищать честь страны на летних Олимпийских играх 1980 года в Москве — в составе команды, куда также вошли гребчихи Сильвия Фрёлих, Ангелика Ноак, Роми Зальфельд и Кирстен Венцель, заняла первое место в распашных рулевых четвёрках, завоевав тем самым золотую олимпийскую медаль. За это выдающееся достижение по итогам сезона была награждена орденом «За заслуги перед Отечеством» в серебре.
После завершения спортивной карьеры работала школьным учителем в Лейпциге.